# På vift med Genevieve
På vift med Genevieve (engelska: Genevieve) är en brittisk komedifilm från 1953 i regi av Henry Cornelius. I huvudrollerna ses Dinah Sheridan, John Gregson, Kay Kendall och Kenneth More, som två par som deltar i ett veteranbilsrally. 
Filmen nominerades till två Oscars, i kategorierna bästa originalmanus (William Rose) och bästa filmmusik (Larry Adler). Den erhöll en BAFTA Award för bästa brittiska film samt var nominerad i fler kategorier. Filmen mottog även en Golden Globe för bästa utländska film.
1999 placerade British Film Institute filmen på 86:e plats på sin lista över de 100 bästa brittiska filmerna genom tiderna. 

## Rollista i urval
- Dinah Sheridan – Wendy McKim
- John Gregson – Alan McKim, Wendys make
- Kay Kendall – Rosalind Peters
- Kenneth More – Ambrose Claverhouse, Rosalinds fästman
- Geoffrey Keen – trafikpolis
- Reginald Beckwith – J.C. Callahan
- Arthur Wontner – äldre gentleman
- Joyce Grenfell – föreståndare för hotell
- Leslie Mitchell – sig själv, kommentator
- Michael Balfour – trumpetare
- Edie Martin – gäst på hotellet
- Michael Medwin – blivande far